# Heptacontagone
Un heptacontagone est un polygone à 70 sommets, donc 70 côtés et 2 345 diagonales.
La somme des angles internes d'un heptacontagone non croisé vaut 12 240 degrés.

## Heptacontagones réguliers
Un heptacontagone régulier est un heptacontagone dont les côtés ont même longueur et dont les angles internes ont même mesure. Il y en a douze : onze étoilés (notés {70/k} pour k impair de 3 à 33 sauf les multiples de 5 ou 7) et un convexe (noté {70}). C'est de ce dernier qu'il s'agit lorsqu'on parle de « l'heptacontagone régulier ».
| Représentation | {70}       | {70/3}     | {70/9}     | {70/11}    | {70/13}    | {70/17}    |
| Angle interne  | ≈ 174,857° | ≈ 164,571° | ≈ 133,714° | ≈ 123,429° | ≈ 113,143° | ≈ 92,5714° |
| Représentation | {70/19}    | {70/23}    | {70/27}    | {70/29}    | {70/31}    | {70/33}    |
| Angle interne  | ≈ 82,2857° | ≈ 61,7143° | ≈ 41,1429° | ≈ 30,8571° | ≈ 20,5714° | ≈ 10,2857° |

## Caractéristiques de l'heptacontagone régulier
Chacun des 70 angles au centre mesure {\displaystyle {\frac {360^{\circ }}{70}}=5{,}143^{\circ }} et chaque angle interne mesure {\displaystyle {\frac {12\,240^{\circ }}{70}}=174{,}857^{\circ }}.
Si a est la longueur d'une arête :
- le périmètre vaut {\displaystyle P=70\,a} ;
- l'aire vaut {\displaystyle A={\frac {70}{4}}\,a^{2}\cot \left({\frac {\pi }{70}}\right)} ;
- l'apothème vaut {\displaystyle H={\frac {2\,A}{P}}={\frac {a}{2}}\cot \left({\frac {\pi }{70}}\right)} ;
- le rayon vaut {\displaystyle R={\frac {H}{\cos \left({\tfrac {\pi }{70}}\right)}}={\frac {a}{2\sin \left({\tfrac {\pi }{70}}\right)}}}.